# Це — моя лінія
Це — моя лінія (англ. That's My Line) — американська короткометражна кінокомедія Роско Арбакла 1931 року.

## Сюжет
Мандрівний комівояжер вирушає до Мексики, щоб продавати лінію спідньої білизни. Там він зустрічає прекрасну сеньйориту, яка перейшла дорогу банді мексиканських бандитів, від яких вони пробують втекти через кордон з США.

## У ролях
- Луїс Джон Бартельс — мандрівний комівояжер;
- Пол Херст — мексиканський бандит;
- Доріс МакМейхон — мексиканська сеньйорита;
- Джино Коррадо — прихвостень;
- Берт Янг — прихвостень;
- Аль Томпсон — прихвостень;
- Глен Кавендер — прихвостень.